# Emiliano Zecca
Emiliano Zecca (Fray Bentos, 5 de mayo de 1985) es un periodista y escritor uruguayo. 

## Biografía
Trabaja en el programa periodístico radial No Toquen Nada, que se transmite por Radio Del Sol FM. Participó de varios talleres como: Corrupción y tabaco: los empresarios ante el periodismo de investigación.
Escribió los libros: Figueredo. La sombra del poder en 2015, Ángeles de la muerte en 2020,
El humo, la patria o la tumba en 2024. Este libro aborda la historia del Caso Philip Morris contra Uruguay, fue presentado primero en el Festival Gabo en Colombia, luego en la Feria del Libro en San José en septiembre de 2024. y en la Feria Internacional del Libro de Montevideo.
Su libro “Ángeles de la muerte” una investigación periodística sobre hechos reales, fue ubicado entre los libros superventas de octubre 2020, según la Cámara Uruguaya del Libro,
y galardonado en la categoría: Memorias, testimonios y biografías, con el Premio Bartolomé Hidalgo en 2021.

## Libros
- 2015, Figueredo. la sombra del poder.
- 2020, Ángeles de la muerte.
- 2024, El humo, la patria o la tumba.

## Premios
- 2021, Premio Bartolomé Hidalgo por el libro Ángeles de la muerte.